# 갈리냐다
갈리냐다(포르투갈어: galinhada)는 브라질의 음식이다. 닭고기를 넣어 지은 쌀밥 요리로, 브라질 중부의 고이아스주와 미나스제라이스주에서 즐겨 먹는다.

## 조리법
닭고기를 올리브유나 식용유에 볶아 익힌 다음, 다진 마늘, 잘게 썬 양파, 토마토, 피망 등을 넣어 함께 볶다가 쌀, 라임 즙, 향신료를 넣고 물을 부어 익힌다. 월계수 잎을 사용하기도 하며, 보통 사프란이나 안나토(콜로라우)로 노란색을 낸다. 그 외에 쿠민, 후추 등 향신료를 추가로 사용하기도 하고, 마지막에 차이브나 파슬리, 타임 등 허브를 넣기도 한다.
고이아스식 갈리냐다에는 구아리로바와 페키가 들어간다.

## 같이 보기
- 아로스 콘 포요